# Cratere Purbach

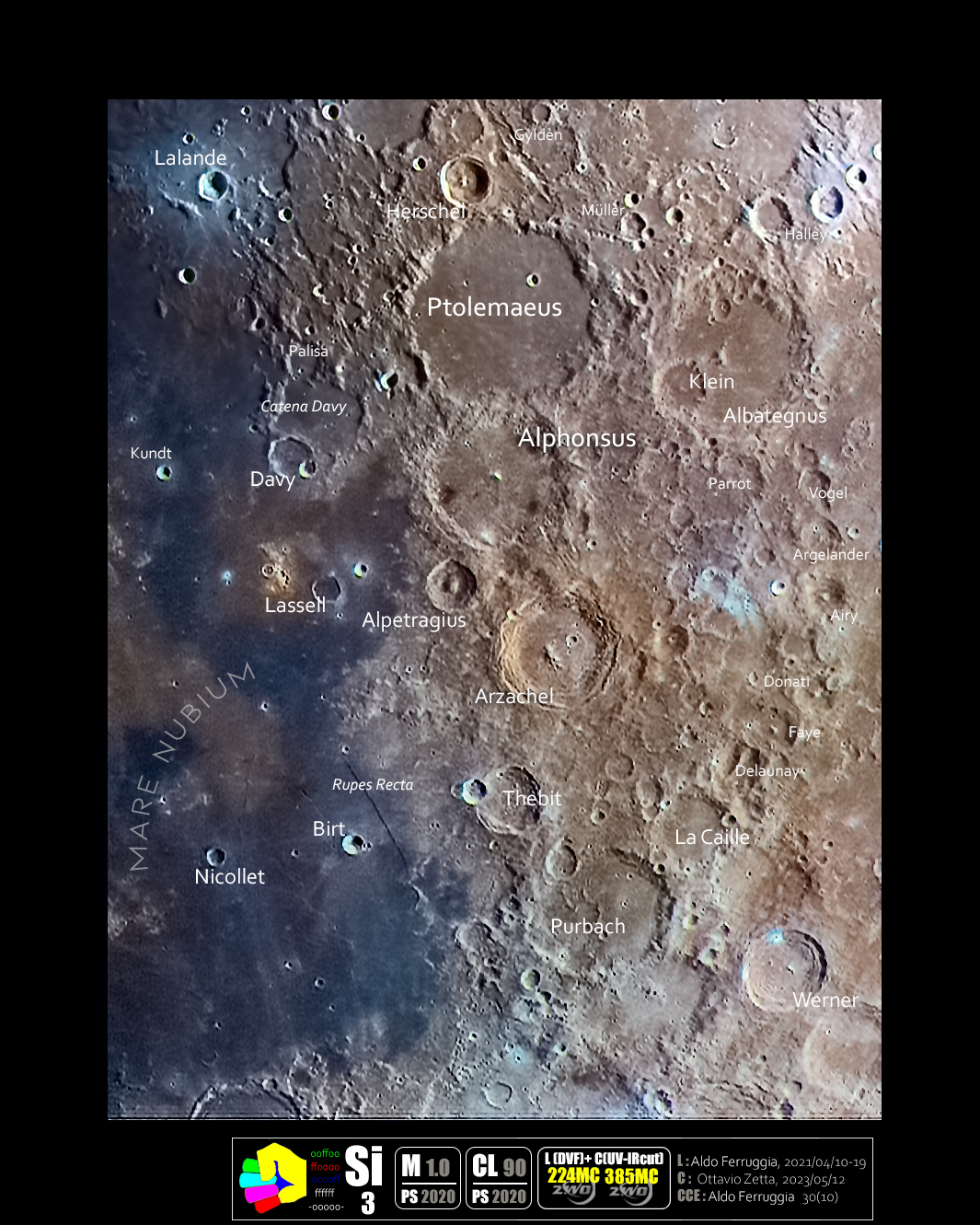
Il cratere con le strutture vicine in una Immagine Selenocromatica(Si)

Purbach è un grande cratere lunare di 114,97 km situato nella parte sud-occidentale della faccia visibile della Luna.